# Chris Sawyer
Christopher "Chris" Sawyer (Dundee, 27 de outubro de 1967) é um ex-designer e ex-programador de jogos eletrônicos escocês. Entrou na indústria de videogames em 1983 programando jogos em código de máquina para computadores como Memotech MTX, Amstrad CPC e até IBM PC.
Em 1994, juntamente com a Microprose criou um dos seus mais famosos jogos para PC, o Transport Tycoon, sendo um dos pioneiros do conceito de simulação de economia em videogame. Um ano mais tarde lançou o Transport Tycoon Deluxe que continha melhorações significativas na mecânica do jogo.
Em 1999 lançou Roller Coaster Tycoon, seu jogo mais famoso, e em 2002 o Roller Coaster Tycoon 2. Em 2004 lançou seu último jogo, Chris Sawyer's Locomotion.

## Vida pessoal
Sabe-se que Chris Sawyer vive atualmente em Londres, na Inglaterra, mas também passa parte do seu tempo em sua propriedade em Dunblane, na Escócia.

## Carreira
Chris Sawyer entrou na indústria de videogames em 1983. Ele programava jogos para múltiplas plataformas, incluindo computadores Memotech MTX, Amstrad CPC e até IBM PC. Apesar de ter lançado vários jogos, nenhum deles conseguiu realmente fazer sucesso. Após certo tempo, Chris decidiu desenvolver seus próprios jogos sozinho. Assim ele desenvolveu Transport Tycoon, que foi lançado em 1994. O jogo conseguiu certa fama, e em 1995, Chris lançou Transport Tycoon Deluxe, uma versão melhorada do primeiro jogo.
Com o enorme sucesso de Transport Tycoon, Chris Sawyer decidiu desenvolver outro jogo, mas agora focado para outra área de simulação. Depois de anos desenvolvendo seu novo jogo, Chris lançou o jogo que faria ele se tornar mundialmente famoso: RollerCoaster Tycoon.
RollerCoaster Tycoon virou um sucesso imediato, virando o jogo mais vendido nos Estados Unidos em 1999. Igualmente ganhou o prêmio de melhor e mais criativo jogo daquele ano. RollerCoaster Tycoon viraria alguns anos mais tarde o jogo Tycoon mais vendido do mundo.
Em 2002, Chris lançou a continuação de seu best-seller, RollerCoaster Tycoon 2, que, assim como o primeiro jogo, recebeu duas expansões. Apesar do primeiro jogo ter sido muito aclamado, o segundo recebeu diversas críticas por manter a mesma mecânica do original e por não apresentar melhorias significativas nos gráficos.
2004 foi marcado pelo lançamento do último jogo de Sawyer; Chris Sawyer's Locomotion, que é uma recriação do seu best-seller Transport Tycoon. Chris Sawyer's Locomotion, porém, recebeu diversas críticas por sua mecânica nada intuitiva para construir ferrovias. A ultima participação de Chris no mundo dos games foi como consultor de produção de RollerCoaster Tycoon 3. Logo depois ele se aposentou.

### Processo contra a Atari
Em 2005, Chris Sawyer entrou num processo contra a Atari, alegando que ela não havia lhe pagado os royalties referentes a sua série RollerCoaster Tycoon, mais exatamente 4,8 milhões de dólares, entre os anos de 1999 e 2003. Segundo Chris Sawyer, para evitar que ele soubesse do dinheiro desviado, a Atari supostamente impediu ele de ver as contas relacionadas a venda do jogo durante esse período de dois anos.
O processo terminou com um acordo entre Sawyer e a Atari em 2007. Após o ocorrido Sawyer abandonou a Atari e nunca mais apareceu na mídia. Seu site deixou de ser atualizado e ele não produziu mais nenhum jogo depois disso.